# Jeskyně u Horního Újezda
Jeskyně u Horního Újezda este o arie protejată (arie specială de conservare — SAC, sit de importanță comunitară — SCI) din Republica Cehă întinsă pe o suprafață de 0 ha, integral pe uscat.

## Localizare
Centrul sitului Jeskyně u Horního Újezda este situat la coordonatele 49°48′18″N 16°13′41″E / 49.805°N 16.228056°E.

## Înființare
Situl Jeskyně u Horního Újezda a fost declarat sit de importanță comunitară în aprilie 2005 pentru a proteja 1 specie de animale. Situl a fost protejat și ca arie specială de conservare în decembrie 2015.

## Biodiversitate
Situată în ecoregiunea continentală, aria protejată nu include niciun habitat protejat.
La baza desemnării sitului se află o specie protejată de  mamifere: liliacul mic cu potcoavă (Rhinolophus hipposideros).